# Joanna Hayes
Joanna Hayes, född 23 december 1976, är en amerikansk friidrottare (häcklöpare). 
Hayes tävlar i både kort och lång häck, vilket inte är särskilt vanligt. På 400 meter häck är hennes största framgång en seger vid Panamerikanska spelen 2003. Året därpå började hon tävla på 100 meter häck i mästerskap och vann OS-guld i Aten på det personliga rekordet 12,37. Med det resultatet är hon den sjätte snabbaste kvinnan på distansen genom tiderna och på 2000-talet är det bara Gail Devers som sprungit snabbare. Vid VM i Helsingfors 2005 var Hayes storfavorit, men slog i den näst sista häcken, kraschade rakt in i den sista och blev diskvalificerad.